# Canadian Soccer League 2015
La Canadian Soccer League 2015 fue la 18.ª edición del campeonato semiprofesional del fútbol canadiense, la cual comenzó el 9 de mayo y terminó el 25 de octubre con 12 equipos en la primera división y 10 en la segunda.

## Sistema de competición

### Torneo regular
El torneo se disputa mediante el sistema de todos contra todos, donde cada equipo juega contra los demás dos veces, una como local, y otra como visitante. Cada equipo recibirá tres puntos por partido ganado, un punto en caso de empate, y ninguno si pierde.
Al finalizar la última jornada los 8 equipos con mayor puntuación avanzaran a la fase final del campeonato.

### Fase final
Los ocho clubes calificados para esta fase del torneo serán reubicados de acuerdo con el lugar que ocupen en la tabla General al término de la temporada regular, con el puesto del número uno al club mejor clasificado, y así hasta el número 8. Los partidos a esta fase se desarrollarán a único partido, en las siguientes etapas:
Cuartos de final
Semifinales
Final
En cada etapa si al término del tiempo reglamentario el partido está empatado, se agregarán dos tiempos extras de 15 minutos cada uno. De persistir el empate en estos periodos, se procederá a lanzar tiros penales hasta que resulte un vencedor.

## Equipos participantes
| Equipo               | Ciudad                  | Estadio                        | Capacidad |
| -------------------- | ----------------------- | ------------------------------ | --------- |
| Brampton United      | Brampton                | Victoria Park Stadium          | 2 000     |
| Brantford Galaxy     | Brantford               | Lions Park                     | 2 000     |
| Burlington           | Burlington              | Nelson Stadium                 | 1 000     |
| London City SC       | London (Ontario)        | Hellenic Community Centre      | 1 000     |
| Milton SC            | Milton                  | Bishop Reding Secondary School | 1 000     |
| Niagara United       | Niagara Falls (Ontario) | Kalar Sports Park              | 1 000     |
| Scarborough FC       | Scarborough             | McCain Stadium                 | 6 408     |
| Serbian White Eagles | Toronto                 | Lamport Stadium                | 9 600     |
| Toronto Atomic FC    | Toronto                 | Centennial Stadium             | 5 000     |
| Toronto Croatia      | Mississauga             | Karlovac Park                  | 1 000     |
| Waterloo             | Waterloo                | Warrior Field                  | 5 400     |
| York Region Shooters | Vaughan                 | St. Joan of Arc Turf Field     | 1 000     |

### Goleadores
| Posición | Jugador                 | Club                 | Goles |
| -------- | ----------------------- | -------------------- | ----- |
| 1        | Richard West            | York Region Shooters | 23    |
| 2        | Zdenko Jurčević         | Brantford Galaxy     | 21    |
| 3        | Sahjah Reid             | Serbian White Eagles | 18    |
| 4        | Adis Hasečić            | SC Waterloo Region   | 16    |
| 5        | Jose Gonçalves de Sousa | Scarborough SC       | 15    |
| 6        | Darren Chambers         | Toronto Croatia      | 12    |
| 6        | Vladimir Vujović        | Burlington SC        | 12    |
| 8        | Jure Glavina            | Toronto Croatia      | 11    |
| 9        | Josip Keran             | Toronto Croatia      | 10    |
| 9        | Oleksandr Semeniuk      | Toronto Atomic FC    | 10    |

Actualizado el 10 de diciembre de 2015 

Fuente: https://archive.today/20160206193435/http://canadiansoccerleague.ca/2015-first-division-stats/

## Temporada regular
- Actualizado al fin de la competición el 25 de octubre de 2015. Fuente: canadiansoccerleague.ca/ Archivado el 1 de agosto de 2016 en Wayback Machine.

|  |     | Equipo               | PJ | PG | PE | PP | GF | GC | DG  | PTS |
|  | --- | -------------------- | -- | -- | -- | -- | -- | -- | --- | --- |
|  | 1.  | Serbian White Eagles | 22 | 16 | 4  | 2  | 52 | 17 | +35 | 52  |
|  | 2.  | Toronto Croatia      | 22 | 15 | 3  | 4  | 57 | 18 | +39 | 48  |
|  | 3.  | York Region Shooters | 22 | 13 | 1  | 8  | 56 | 35 | +21 | 40  |
|  | 4.  | Waterloo             | 21 | 11 | 3  | 7  | 34 | 27 | +7  | 36  |
|  | 5.  | Toronto Atomic FC    | 22 | 10 | 2  | 10 | 23 | 37 | -14 | 32  |
|  | 6.  | Burlington           | 22 | 8  | 3  | 11 | 41 | 44 | -3  | 27  |
|  | 7.  | Milton SC            | 22 | 8  | 3  | 11 | 32 | 43 | -11 | 27  |
|  | 8.  | London City SC       | 22 | 8  | 2  | 12 | 31 | 46 | -15 | 26  |
|  | 9.  | Brampton United      | 22 | 7  | 5  | 10 | 31 | 33 | -2  | 26  |
|  | 10. | Scarborough SC       | 22 | 6  | 8  | 8  | 32 | 49 | -17 | 26  |
|  | 11. | Brantford Galaxy     | 22 | 7  | 3  | 12 | 32 | 44 | -12 | 24  |
|  | 12. | Niagara United       | 21 | 2  | 3  | 16 | 23 | 71 | -48 | 9   |

|  | Clasificados a la fase final. |

### Resultados
| Toronto Atomic FC    | 3 - 0 | Niagara United  | 9 de mayo  |
| London City SC       | 3- 3  | Scarborough FC  | 9 de mayo  |
| Milton SC            | 0 - 2 | Brampton United | 9 de mayo  |
| Serbian White Eagles | 2 - 2 | Burlington      | 10 de mayo |
| Brantford Galaxy     | 2 - 0 | Waterloo        | 10 de mayo |
| York Region Shooters | 0 - 3 | Toronto Croatia | 10 de mayo |

| Milton SC         | 3 - 0 | Niagara United       | 15 de mayo |
| Scarborough FC    | 2 - 1 | Toronto Croatia      | 16 de mayo |
| Toronto Atomic FC | 4 - 2 | London City SC       | 16 de mayo |
| Brampton United   | 1 - 1 | Serbian White Eagles | 17 de mayo |
| Brantford Galaxy  | 0 - 2 | Burlington           | 17 de mayo |
| Waterloo          | 4 - 1 | York Region Shooters | 17 de mayo |

| Serbian White Eagles | 0 - 1 | Waterloo         | 2 de mayo  |
| Niagara United       | 3 - 2 | Brantford Galaxy | 23 de mayo |
| Toronto Atomic FC    | 0 - 0 | Scarborough FC   | 23 de mayo |
| Brampton United      | 4 - 1 | London City SC   | 24 de mayo |
| Burlington           | 1 - 1 | Toronto Croatia  | 24 de mayo |
| York Region Shooters | 3 - 0 | Milton SC        | 24 de mayo |

| Serbian White Eagles | 7 - 1 | Niagara United       | 29 de mayo    |
| Brantford Galaxy     | 3 - 2 | York Region Shooters | 30 de mayo    |
| Toronto Croatia      | 4 - 2 | Toronto Atomic FC    | 30 de mayo    |
| London City SC       | 1 - 3 | Milton SC            | 17 de junio   |
| Milton SC            | 1 - 1 | Scarborough FC       | 5 de julio    |
| Waterloo             | 18:00 | Scarborough FC       | 23 de octubre |

| Burlington        | 5 - 0 | Brampton United  | 31 de mayo |
| Scarborough FC    | 1 - 4 | Milton SC        | 5 de junio |
| Niagara United    | 1 - 8 | Burlington       | 6 de junio |
| Toronto Atomic FC | 0 - 3 | Brantford Galaxy | 6 de junio |
| London City SC    | 0 - 1 | Waterloo         | 7 de junio |
| Brampton United   | 1 - 3 | Toronto Croatia  | 7 de junio |

| York Region Shooters | 1 - 2 | Serbian White Eagles | 7 de junio  |
| Brantford Galaxy     | 3 - 1 | Niagara United       | 10 de junio |
| Serbian White Eagles | 2 - 1 | Toronto Croatia      | 12 de junio |
| Milton SC            | 2 - 0 | York Region Shooters | 12 de junio |
| Niagara United       | 0 - 3 | Toronto Croatia      | 13 de junio |
| Toronto Atomic FC    | 4 - 1 | Brampton United      | 13 de junio |

| Waterloo             | 3 - 0 | Burlington       | 14 de junio |
| Serbian White Eagles | 4 - 0 | London City SC   | 19 de junio |
| Scarborough FC       | 3 - 3 | Niagara United   | 19 de junio |
| Toronto Croatia      | 2 - 0 | Burlington       | 19 de junio |
| Toronto Atomic FC    | 1 - 1 | Waterloo         | 20 de junio |
| Brampton United      | 3 - 1 | Brantford Galaxy | 21 de junio |

| York Region Shooters | 4 - 1 | Scarborough FC       | 21 de junio   |
| Milton SC            | 1 - 4 | Toronto Atomic FC    | 26 de junio   |
| Scarborough FC       | 1 - 1 | Serbian White Eagles | 26 de junio   |
| Waterloo             | 2 - 1 | Brampton United      | 28 de junio   |
| Brantford Galaxy     | 2 - 0 | London City SC       | 28 de junio   |
| Niagara United       | 18:00 | York Region Shooters | 31 de octubre |

| Serbian White Eagles | 2 - 0 | Brantford Galaxy | 3 de julio  |
| Scarborough FC       | 2 - 1 | Waterloo         | 3 de julio  |
| Toronto Atomic FC    | 0 - 1 | Burlington       | 4 de julio  |
| London City SC       | 2 - 1 | Niagara United   | 5 de julio  |
| Milton SC            | 4 - 2 | Burlington       | 10 de julio |
| Burlington           | 3 - 2 | Milton SC        | 23 de julio |

| Niagara United       | 0 - 0 | Brampton United      | 11 de julio |
| Toronto Croatia      | 0 - 1 | Serbian White Eagles | 11 de julio |
| York Region Shooters | 3 - 2 | Toronto Atomic FC    | 12 de julio |
| Brantford Galaxy     | 2 - 4 | Scarborough FC       | 12 de julio |
| Waterloo             | 2 - 0 | Milton SC            | 12 de julio |
| Burlington           | 0 - 2 | London City SC       | 12 de julio |

| Serbian White Eagles | 2 - 1    | Toronto Atomic FC | 17 de julio |
| Scarborough FC       | 1 - 1    | Burlington        | 17 de julio |
| Niagara United       | 1 - 2    | Waterloo          | 18 de julio |
| London City SC       | Aplazado | Toronto Croatia   | 19 de julio |
| York Region Shooters | 2 - 1    | Brampton United   | 19 de julio |
| Brantford Galaxy     | 2 - 0    | Toronto Atomic FC | 19 de julio |

| Serbian White Eagles | 3 - 1 | Brampton United   | 24 de julio |
| Niagara United       | 0 - 0 | Milton SC         | 25 de julio |
| Toronto Croatia      | 7 - 0 | Scarborough FC    | 25 de julio |
| London City SC       | 3 - 1 | Toronto Atomic FC | 26 de julio |
| York Region Shooters | 4 - 1 | Waterloo          | 26 de julio |
| Brantford Galaxy     | 1 - 2 | Brampton United   | 26 de julio |

|  |  |  |  |
|  |  |  |  |
|  |  |  |  |
|  |  |  |  |
|  |  |  |  |
|  |  |  |  |

|  |  |  |  |
|  |  |  |  |
|  |  |  |  |
|  |  |  |  |
|  |  |  |  |
|  |  |  |  |

|  |  |  |  |
|  |  |  |  |
|  |  |  |  |
|  |  |  |  |
|  |  |  |  |
|  |  |  |  |

|  |  |  |  |
|  |  |  |  |
|  |  |  |  |
|  |  |  |  |
|  |  |  |  |
|  |  |  |  |

|  |  |  |  |
|  |  |  |  |
|  |  |  |  |
|  |  |  |  |
|  |  |  |  |
|  |  |  |  |

|  |  |  |  |
|  |  |  |  |
|  |  |  |  |
|  |  |  |  |
|  |  |  |  |
|  |  |  |  |

|  |  |  |  |
|  |  |  |  |
|  |  |  |  |
|  |  |  |  |
|  |  |  |  |
|  |  |  |  |

|  |  |  |  |
|  |  |  |  |
|  |  |  |  |
|  |  |  |  |
|  |  |  |  |
|  |  |  |  |

|  |  |  |  |
|  |  |  |  |
|  |  |  |  |
|  |  |  |  |
|  |  |  |  |
|  |  |  |  |

|  |  |  |  |
|  |  |  |  |
|  |  |  |  |
|  |  |  |  |
|  |  |  |  |
|  |  |  |  |

## Fase final

### Cuartos de final
| 10 de octubre de 2015 | Serbian White Eagles | 1-0     | London City | Centennial Park Stadium, Toronto |  |
| 19:00                 | Vukomanović 69'      | Reporte |             |                                  |  |

| 11 de octubre de 2015 | SC Waterloo                      | 2-0     | Toronto Atomic FC | Warrior Field, Waterloo |  |
| 16:00                 | Milanovic 48' · Adis Hasecic 90' | Reporte |                   |                         |  |

| 11 de octubre de 2015 | Toronto Croatia                              | 4-0     | Milton SC | Centennial Park Stadium, Toronto |  |
| 19:00                 | Jure Glavina 10', 58', 70' · Shawn Brown 13' | Reporte |           |                                  |  |

| 11 de octubre de 2015 | York Region Shooters                 | 4-2     | Burlington SC          | Joan of Arc Turf Field, Maple |  |
| 18:00                 | West 10', 36', 92' · Stojanovski 90' | Reporte | Camilo Veloza 18', 50' |                               |  |

### Semifinales
| 17 de octubre de 2015 | Serbian White Eagles             | 2-3     | SC Waterloo                                                         | Centennial Park Stadium, Toronto |  |
| 19:00                 | Vukomanović ?' · Mirko Medic 96' | Reporte | Mladen Zeljkovic 4' · Mohammad-Ali Heydarpou 71' · Adis Hasecic 85' |                                  |  |

| 18 de octubre de 2015 | Toronto Croatia                                       | 3-2 (t. s.) | York Region Shooters              | Centennial Park Stadium, Toronto |  |
| 19:00                 | Josip Keran 81' · Tomislav Zadro 107' · Fresenga 113' | Reporte     | Edwards 24' · Andrei Spatary 106' |                                  |  |

### Final
| 25 de octubre de 2015 | SC Waterloo | 0-1     | Toronto Croatia | Warrior Field, Waterloo |  |
| 16:00                 |             | Reporte | Cordon 46'      |                         |  |

### Campeón
| Canadian Soccer League 2015 |
| --------------------------- |
| Bandera de Toronto          |
| Toronto Croatia 6º Título   |